# ليف موخن
ليف موخن (1936 – 1977) هو ملاكم من الاتحاد السوفيتي راحل، مثّل بلاده في الألعاب الأولمبية الصيفية 1956 وحقق الميدالية الفضية في فئة الوزن الثقيل.

## روابط خارجية
ليف موخن على موقع أوليمبيديا (الإنجليزية)